# Phlebiella aurora
Phlebiella aurora är en svampart som först beskrevs av Berk. & Broome, och fick sitt nu gällande namn av K.H. Larss. & Hjortstam 1987. Phlebiella aurora ingår i släktet Phlebiella, ordningen Polyporales, klassen Agaricomycetes, divisionen basidiesvampar och riket svampar.   Inga underarter finns listade i Catalogue of Life.